# Josef Tancoš
Josef Tancoš (* 31. prosince 1966, Most) je český politik, v letech 2010 až 2013 poslanec za stranu ČSSD, a také člen výkonného výboru Fotbalové asociace České republiky a ředitel Fotbalové akademie Josefa Masopusta. Do Poslanecké sněmovny Parlamentu České republiky byl zvolen ve volbách 2010 v Ústeckém kraji. Do roku 2011 vlastnil firmu Seductus.
Jeho syn Martin je fotbalista. V září 2013 byl vyslýchán policií v rámci vyšetřování možné manipulace fotbalových zápasů ve prospěch asijských sázkařských gangů, ale nebyl z ničeho obviněn.